# 후식

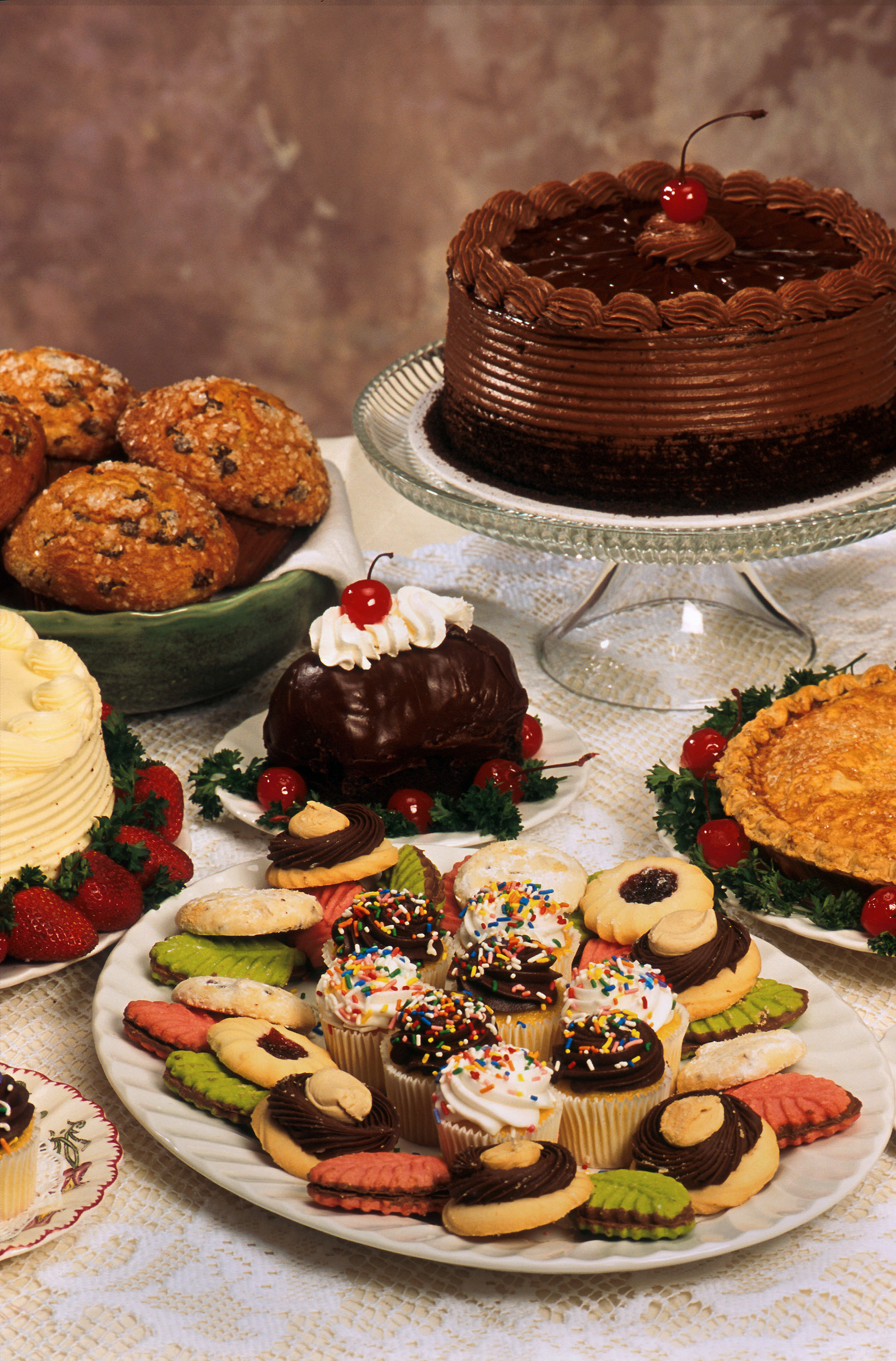
다양한 케이크, 비스킷, 파이 등 다양한 디저트

후식(後食) 또는 디저트(dessert)란 음식을 먹고 난 뒤 입가심으로 먹는 것으로, 여러 종류가 있다. 프랑스어로는 "식사를 끝마치다", "식탁 위를 치우다"라는 뜻을 가지고 있다. 자주 혼용되는 용어 간식과는 구분된다.
정확한 유래는 알려지지 않았으나, 오래전부터 밥을 먹은 후에 약간 모자란 음식의 양을 채우기 위해 달콤한 음식으로 식사의 끝을 맺은 것이 시초가 된 것으로 추정된다.

## 종류
- 주스
- 음료수
- 우유
- 빵
- 과자
- 케이크
- 아이스크림
- 사탕
- 초콜릿
- 젤리
- 과일

## 같이 보기
- 한국의 후식 목록